# Another
Another (アナザー, Anazā) est un roman d’horreur japonais de Yukito Ayatsuji. Il est publié le 29 octobre 2009 par Kadokawa Shoten. Fort de son succès, une adaptation en manga dessinée par Hiro Kiyohara est publiée entre 2010 et 2011 dans le magazine Young Ace de l'éditeur Kadokawa Shoten et compte un total de quatre tomes. La version française est éditée par Pika Édition à partir de mai 2015. Une adaptation en anime produite par le studio P.A. Works est diffusée initialement entre janvier et mars 2012. Dans les pays francophones, la série d'animation est éditée par Dybex et est diffusée tout d'abord par Nolife en simulcast puis sur la chaîne GONG entre 2013 et 2014. En France, Another est disponible sur Netflix.

## Histoire
En 1972, une élève de la classe de 3e 3 à Yomiyama, a trouvé la mort dans un incendie. Cette personne studieuse et sportive était admirée de tout ses camarades de classe. Après sa mystérieuse mort, en plein déni, ces derniers décidèrent d’agir comme si elle était toujours parmi eux et ceci, jusqu’à la fin du lycée.
En 1998, un jeune garçon du nom de Kôichi Sakakibara est transféré dans cette même classe. Il y rencontre une atmosphère mystérieuse et des élèves apeurés. Sa curiosité est éveillée par une étrange et très belle adolescente, portant un bandeau sur l’œil et à qui personne ne parle. Son nom est Meï Misaki. Au fil des mois, des élèves de la classe et de l'entourage meurent les uns après les autres...

## Personnages

### Personnages principaux
- Kōichi Sakakibara (榊原恒一, Sakakibara Kōichi?) est l'un des protagonistes de la série. Il est un nouvel élève transféré au sein de la classe 3-3 du Collège Yomiyama-Kita au mois de mai. Il a 15 ans et est le seul fils de la famille Sakakibara. Sa mère est décédée après lui avoir donné naissance.
- Mei Misaki (見崎鳴, Misaki Mei?) est l'une des protagonistes de la série et une élève de la classe 3-3 en 1998. Elle a été désignée par ses camarades pour être l'"ignorée" de la classe. Belle, calme et mystérieuse, Misaki possède un œil de poupée qui peut voir la mort après avoir perdu le sien à cause d'une maladie. Elle avait une sœur jumelle qu'elle adorait et la voyait en secret mais cette dernière mourut.
- Izumi Akazawa赤沢 泉美 (Akazawa Izumi?) la responsable du plan, puis la nouvelle déléguée de la classe 3-3 de 1998 au Collège Yomiyama-Kita. Elle est dans le club de théâtre avec Aya et Yumi. Elle se souvient avoir rencontré Koichi Sakakibara quelque part auparavant, mais ne peut se rappeler où et quand.
- Naoya Teshigawara (敕使河原直哉, Teshigawara Naoya?) est un élève de classe 3-3 en 1998. En raison de sa nature facile, il est souvent vu comme un genre de comique que personne ne prend au sérieux. Il est l'un des meilleurs amis de Kōichi, et semble avoir le béguin pour Izumi.
- Yukari Sakuragi (桜木ゆかり, Sakuragi Yukari?) a été l'une des délégués de la classe 3-3 du collège Yomiyama-Kita en 1998.
- Tomohiko Kazami (風見智彦, Kazami Tomohiko?) a été l'un des délégués dans la classe de Koichi Sakakibara, avec Yukari Sakuragi et plus tard Izumi Akazawa, après la mort de Yukari.
- Reiko Mikami (三神怜子, Mikami Reiko?) : tante de Kôichi Sakakibara, âgée de 30 ans. 15 ans auparavant, elle a aussi été dans la classe de 3-3 du collège de Yomiyama. On apprend par la suite qu'elle est également l'assistante du professeur de la 3-3, Mlle Mikami.
- Yūya Mochizuki (望月優矢, Mochizuki Yūya?) : âgé de 15 ans, ami de Koichi Sakakibara, il a un attrait particulier pour l'art et plus précisément l’œuvre de Edvard Munch. Sa sœur est serveuse dans un café.

## L’univers deAnother
L'histoire d’Another se déroule dans la petite ville de Yomiyama. À la suite d'un incident survenu en 1972, soit 26 ans avant le début des événements du manga, la classe 3 - 3 du collège de la ville est considérée comme maudite. Cette malédiction se distingue par la mort subite, mais explicable, de professeurs, d'élèves ou de membres de leurs familles éloignés jusqu'au second degré. Il y a au minimum un mort chaque mois, et cela ne se produit que dans la ville de Yomiyama. Toutefois, cette malédiction ne se produit pas obligatoirement chaque année.
La malédiction de la classe 3-3 est due au fait que celle-ci se retrouve aux portes de la mort. En effet, en 1972, Misaki, élève très appréciée de tous, mourut. Cependant, tous ses camarades de classe, ainsi que les professeurs et même le principal de l'école, agirent comme s'il/elle n'était pas mort(e). Depuis, et ce chaque année, un mort revient hanter la classe. Toutefois, ce mort n'est pas un zombie, un fantôme, un vampire ou quelque autre créature immortelle ; il s'agit d'un simple élève, décédé à la suite de la malédiction lors d'une année précédente, qui lui-même n'est pas conscient d'être mort. Il vit sa vie, agit comme quelqu'un de normal, interagit avec ses camarades qui lui répondent comme à quelqu'un de normal. On ne sait pas qui est ce mort . En outre, il apparaît dans les registres au début de l'année scolaire, et altère la mémoire humaine et les registres antérieurs pour passer inaperçu, ce qui fait que le mort ne peut être désigné durant l'année en cours. À cause de ce mort, la classe accueille un élève de trop chaque année, déclenchant alors la "malédiction de la "3-3" et les morts de plusieurs élèves.
Afin que la série de morts dues à la malédiction n'arrive pas, les élèves sont tenus de suivre plusieurs règles qui ont pour but d'assurer la sécurité commune. Notamment, et ce quelques années avant l'admission de Koichi dans la classe 3-3, une nouvelle méthode fut lancée : les élèves se mettaient simplement d'accord pour en ignorer un en particulier (sans lui parler de quoi que ce soit), dans le but de parvenir à réduire virtuellement le nombre d'élèves de la classe de un. La première ignorée de l'histoire fut Misaki Mei. De plus, ils avaient pour règle fondamentale de ne parler de rien de tout cela à qui que ce soit.
Une fois lancée, la malédiction provoque donc un mort au minimum par mois, et on parle alors d'une année « avec », en opposition aux années « sans » ou ignorer un élève suffit à inhiber la malédiction en question. Il existe toutefois un moyen d'arrêter la série de morts une fois une année « avec » débutée ; il consiste à renvoyer d'où vient l'intrus qui s'est infiltré dans la classe, c'est-à-dire à tuer le mort en question. C'est ce qui s'est passé lors de l'année 1983, une année « avec », où la malédiction s'était arrêtée durant le mois d'août.
À chaque fin d'année, le mort quitte la classe et au bout de quelque temps aucun des élèves ne se rappelle qu'il ait été un jour parmi eux, son nom est alors rajouté en bas de la liste des élèves de la classe le jour de la fin de l'année, quand ce mort est encore en mémoire.

## Roman
La publication de ce roman débute au Japon dans le magazine de prépublication Yasai Jidai de la maison d’édition Kadokawa Shoten entre août 2006 et mai 2009. Un tankōbon sort le 29 octobre 2009 et deux bunkobon sortent le 25 septembre 2011.
En février 2012, l'auteur Yukito Ayatsuji annonce qu'il travaille sur une série dérivée ainsi que sur une suite. Le spin-off intitulé Another: Episode S est commercialisé le 31 juillet 2013.
En avril 2016 est publié, en France, le premier tome intitulé Celle qui n'existait pas puis le deuxième sortira en juin 2016 avec le titre La fille à l’œil de poupée. Le troisième volet de cette trilogie est publié le novembre 2016 avec le titre " Où est le mort ?".
| no | Japonais        | Japonais                |
| no | Date de sortie  | ISBN                    |
| -- | --------------- | ----------------------- |
| 1  | 29 octobre 2009 | 978-4-04-874003-6-C0093 |

| no | Japonais          | Japonais                |
| no | Date de sortie    | ISBN                    |
| -- | ----------------- | ----------------------- |
| 1  | 25 septembre 2011 | 978-4-04-100001-4-C0193 |
| 2  | 25 septembre 2011 | 978-4-04-100000-7-C0193 |

| no | Japonais         | Japonais                |
| no | Date de sortie   | ISBN                    |
| -- | ---------------- | ----------------------- |
| 1  | 31 juillet 2013  | 978-4-04-110498-9-C0093 |
| 2  | 22 décembre 2014 | 978-4-04-102401-0-C0093 |

## Manga
La publication de cette série débute au Japon dans le magazine de prépublication Young Ace de la maison d’édition Kadokawa Shoten entre mai 2010 et janvier 2012. Le premier tankobon sort le 4 octobre 2010 toujours par Kadokawa Shoten. La série compte quatre volumes. La version française est publiée par Pika Edition à partir du 20 mai 2015.

### Liste des tomes
| no | Japonais         | Japonais                | Français          | Français          |
| no | Date de sortie   | ISBN                    | Date de sortie    | ISBN              |
| -- | ---------------- | ----------------------- | ----------------- | ----------------- |
| 1  | 4 octobre 2010   | 978-4-04-715534-3-C0979 | 20 mai 2015       | 978-2-8116-1936-7 |
| 2  | 4 mars 2011      | 978-4-04-715628-9-C0979 | 1er juillet 2015  | 978-2-8116-1937-4 |
| 3  | 3 septembre 2011 | 978-4-04-715772-9-C0979 | 30 septembre 2015 | 978-2-8116-1938-1 |
| 4  | 29 décembre 2011 | 978-4-04-120044-5-C0979 | 25 novembre 2015  | 978-2-8116-2274-9 |

## Anime
L'histoire a été adaptée en série animée à partir de janvier 2012 par les studios P.A. Works et compte douze épisodes.
En France, Dybex diffuse la série en version originale sous-titrée en français, en simulcast sur le site Dailymotion, et édite les coffrets DVD et Blu-ray.
Depuis mai 2018, Another est disponible sur Netflix.

### Fiche technique
- Titre : Another (アナザー, Anazā?)
- Adaptation du roman de : Yukito Ayatsuji
- Scénariste : Ryō Higaki
- Musique : Kow Otani

### Liste des épisodes
| No | Titre français             | Titre japonais | Titre japonais              | Date de 1re diffusion |
| No | Titre français             | Kanji          | Rōmaji                      | Date de 1re diffusion |
| -- | -------------------------- | -------------- | --------------------------- | --------------------- |
| 1  | Esquisse Rough sketch      | 素描           | Sobyō (Esquisse)            | 10 janvier 2012       |
| 2  | Intention Blueprint        | 思惑           | Omowaku (Intention)         | 17 janvier 2012       |
| 3  | Ossements Bone work        | 骨組           | Honegumi (Ossements)        | 24 janvier 2012       |
| 4  | Contour Put flesh          | 輪郭           | Rinkaku (Contour)           | 31 janvier 2012       |
| 5  | Diffusion Build limbs      | 拡散           | Kakusan (Diffusion)         | 7 février 2012        |
| 6  | Tous les deux Face to face | 二人           | Futari (Tous les deux)      | 14 février 2012       |
| 7  | Altération Sphere joint    | 変調           | Henchō (Altération)         | 21 février 2012       |
| 8  | Glauque Hair stand         | 紺碧           | Konpeki (Glauque)           | 28 février 2012       |
| 9  | Enchaînement Body paint    | 連鎖           | Rensa (Enchaînement)        | 6 mars 2012           |
| 10 | Noir de jais Glass eye     | 漆黒           | Shikkoku (Noir de jais)     | 13 mars 2012          |
| 11 | Accident tragique Makeup   | 惨劇           | Sangeki (Accident tragique) | 20 mars 2012          |
| 12 | Le mort Stand by oneself   | 死者           | Shisha (Le mort)            | 27 mars 2012          |

### Musique
- Générique de début : Kyomu Densen par Ali Project
- Générique de fin : Anamnesis par Annabel

### Doublage
| Personnages       | Voix japonaises   | Voix françaises    |
| ----------------- | ----------------- | ------------------ |
| Koichi Sakakibara | Atsushi Abe       | Marc Wilhelm       |
| Mei Misaki        | Natsumi Takamori  | Dany Benedito      |
| Reiko Mikami      | Naoko Sakakibara  | Elodie Lasne       |
| Yukiyo Misaki     | Hitomi Harada     | ?                  |
| Tomohiko Kazami   | Mitsuhiro Ichiki  | ?                  |
| Yūya Mochizuki    | Kazutomi Yamamoto | Justine Hostekint  |
| Izumi Akazawa     | Madoka Yonezawa   | Angélique Heller   |
| Yukari Sakuragi   | Ai Nonaka         | Amandine Longeac   |
| Yumi Ogura        | Iori Nomizu       | ?                  |
| Ikuo Takabayashi  | Shou Takano       | ?                  |
| Takako Sugiura    | Misato Fukuen     | Amandine Longeac   |
| Junta Nakao       | Kengo Kasai       | ?                  |
| Manabu Maejima    | Keisuke Koumoto   | ?                  |
| Mr. Kubodera      | Kōzō Mito         | Damien Laquet      |
| Sanae Mizuno      | Seiko Yoshida     | Emmanuelle Lambrey |
| Katsumi Matsunaga | Shinya Takahashi  | Damien Laquet      |
| Tomoka Inose      | Mahiro Inoue      | ?                  |
| Keiko Numata      | Rie Takahashi     | ?                  |

## Film en prise de vues réelles
Un film en prise de vues réelles réalisé par Takeshi Furusawa et produit par Kadokawa Herald Pictures est sorti le 4 août 2012.

## Du même sujet
- Destination finale